# 艾爾敦
艾爾敦，GBS，CBE，JP（David Gordon Eldon，1945年—），英國人，生於蘇格蘭印威內斯，香港上海滙豐銀行有限公司前主席，現任羅兵咸永道會計師事務所高級顧問，香港上海滙豐銀行有限公司非執行副主席，八達通控股有限公司、八達通卡有限公司及八達通卡客戶款項有限公司的非執行主席兼董事。

## 簡介
艾爾敦早年在倫敦生活，原於澳洲銀行工作，1968年加入滙豐集團旗下的中東英格蘭銀行（現稱中東滙豐銀行）工作，之後他在集團內工作共37年。1979年，他首度調至香港，出任香港上海滙豐銀行特別項目經理。1984年，他獲委任為沙地英國銀行駐利雅德的助理董事總經理，1987年返港，專責集團最大規模的跨國客戶。1988年，他獲委任為香港上海滙豐銀行馬來西亞地區行政總裁。 
艾爾敦於1992年4月再度返港，曾經擔任香港及中國區總經理，其後正式接任為國際業務的總經理。1994年，他成為香港上海滙豐銀行執行董事。1996年1月，他出任香港上海滙豐銀行行政總裁，同年6月1日獲委任為恒生銀行非執行董事長。1999年1月1日至2005年5月24日期間擔任香港上海滙豐銀行主席以及滙豐控股有限公司執行董事，於5月27日退休。艾爾敦亦曾經是太古股份有限公司董事，於2005年5月11日離任。2005年9月1日獲羅兵咸永道會計師事務所任命為高級顧問。現任來寶集團及杜拜國際金融中心管理局主席。
艾爾敦亦參與多項慈善活動及擔任公職，包括太平洋盆地經濟理事會主席、香港貿易發展局和大珠三角商務委員會成員、香港鐵路有限公司董事。他亦曾擔任香港公益金執行委員會主席、香港總商會主席及香港弱能兒童護助會主席。他於1996年加入香港賽馬會董事局，2006年8月獲選為香港賽馬會副主席，2008年3月退任。

## 家庭
艾爾敦於1975年結婚，共有3名子女。其中一名兒子在香港工作、女兒大學畢業後亦由英國回港。艾爾敦一生人中1/3時間在香港度過，未來亦繼續在香港定居。

## 名下馬匹
艾爾敦是香港賽馬會會員，亦是馬主團體「滙豐團體」的成員，先後擁有馬匹意馳、南美之歡（個人名下）、尊尊高峰、至尊高陞（與黃慧敏、祈雅德合夥）、皇上威、派得高、夠時髦、龍霸、旺家互惠、創富專家、威風統領、威風大班、威風猛將、威風霸皇、威風極速、威風駿馬、威風凜凜、威風傳奇、隼閣等等。

## 榮譽
- 特許銀行學會院士
- 香港銀行學會院士
- 太平紳士
- 2003年11月 香港城市大學榮譽工商管理博士學位
- 2003年 DHL/SCMP商業成就獎。
- 2004年 金紫荊星章[4]
- 2005年 英國CBE勛銜

## 資料來源
1. ↑  誤打誤撞入滙豐 大公報
2. ↑  羅兵咸永道任命艾爾敦(David Eldon)為高級顧問
3. ↑  香港總商會舉行會員周年大會：艾爾敦連任主席--港澳--人民網
4. ↑  . 文匯報. 2004-07-01  [2020-10-18]. （原始内容存档于2020-11-02）.